# Cuestionamiento socrático

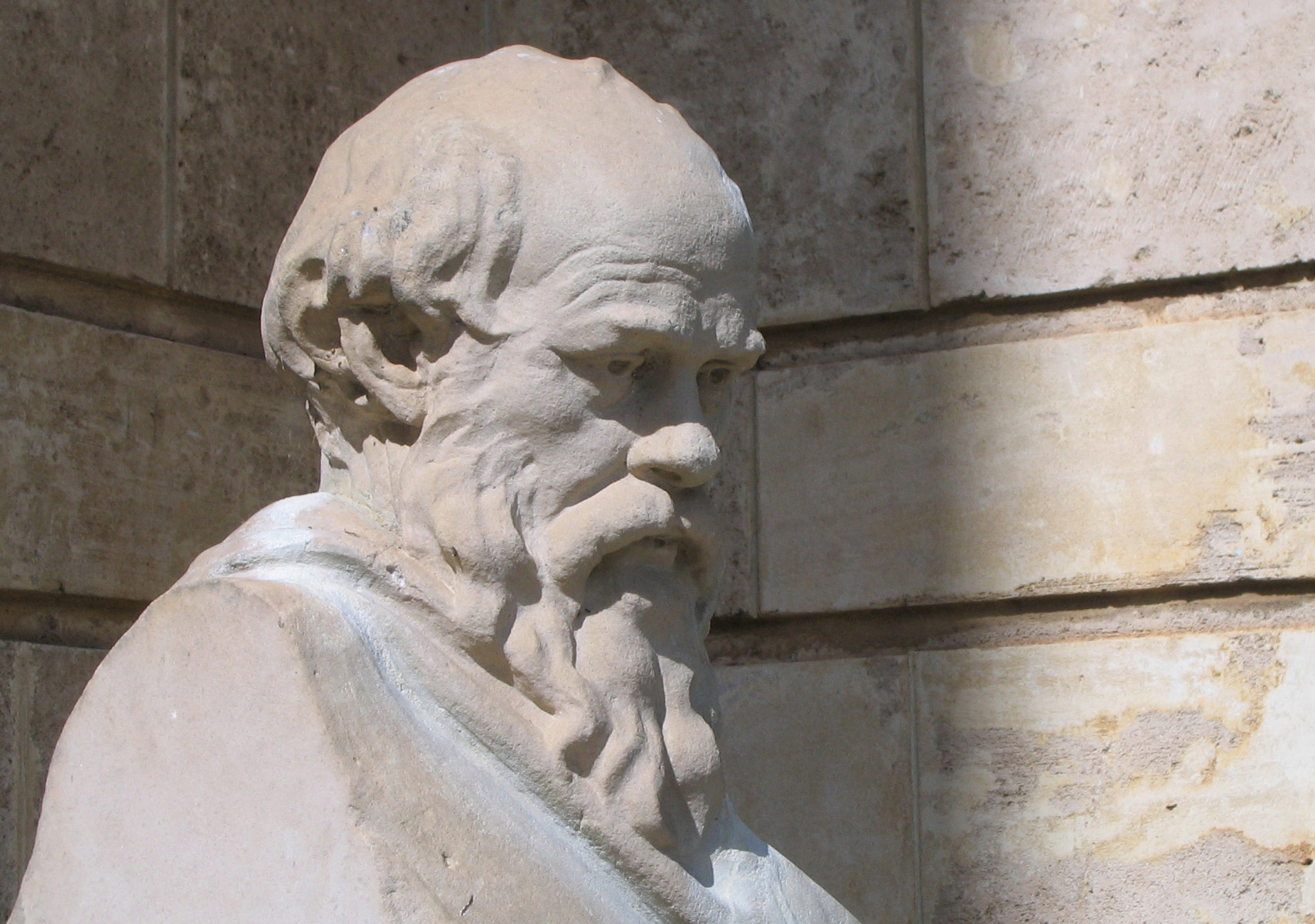
Busto tallado de Sócrates ubicado en la Universidad de Australia Occidental.

Este artículo es sobre sus aplicaciones en pedagogía y psicología.   Para una cobertura más extensa, ver método Socrático  
Para el género literario, ver diálogo Socrático
El cuestionamiento socrático es un cuestionamiento disciplinado que puede ser usado para buscar pensamientos en muchos sentidos y para muchos propósitos, incluyendo: explorar ideas complejas, alcanzar la verdad de las cosas, explorar cuestiones y problemas, desmontar supuestos, analizar conceptos, distinguir lo que sabemos de lo que no sabemos, seguir hasta el final implicaciones lógicas de los pensamientos o controlar el debate.   La clave para distinguir cuestionamiento Socrático de cuestionamiento per se es que el cuestionamiento Socrático es sistemático, disciplinado, profundo y generalmente se centra en conceptos fundamentales, principios, teorías, temas o problemas.  
El cuestionamiento Socrático es referido en la enseñanza, y ha ganado difusión como concepto en educación, particularmente en las últimas dos décadas.   [necesita cita] Profesores, estudiantes, y cualquiera interesado en investigar el pensamiento a un nivel profundo puede construir cuestiones Socráticas y participar en estas cuestiones.   El cuestionamiento Socrático y sus variantes ha sido también usado ampliamente en psicoterapia.

## Pedagogía
Cuando los profesores usan el cuestionamiento Socrático en la enseñanza, su propósito quizás sea estudiar el pensamiento de los estudiantes, para determinar la extensión del conocimiento del estudiante en un asunto dado, cuestión o tema, modelar el cuestionamiento Socrático para los estudiantes o ayudar a los estudiantes a analizar un concepto o una línea de razonamiento.   Se sugiere que los estudiantes deberían aprender la disciplina del cuestionamiento Socrático para que comiencen a usarlo en el razonamiento a través de asuntos complicados, en la comprensión y evaluación del pensamiento de otros y en seguir hasta el final las implicaciones de lo que ellos y otros piensan.   De hecho, el mismo Sócrates pensaba que los cuestionarios eran la única forma razonable de enseñanza.  
En la enseñanza los profesores pueden usar cuestionamiento socrático para al menos dos propósitos:  
Para estudiar en profundidad el pensamiento de los estudiantes, para ayudar a los estudiantes a comenzar a distinguir lo que ellos saben o entienden de lo que ellos no saben o entienden (y para ayudarlos a desarrollar humildad intelectual en el proceso).  
Para fomentar la habilidad de los estudiantes de hacer preguntas socráticas, para ayudar a que los estudiantes adquieran las potentes herramientas del diálogo socrático, para que puedan usar estas herramientas en la vida diaria (en cuestionarse a sí mismos y a otros).   Para este fin, los profesores pueden modelar las estrategias de cuestionamiento que quieren que los estudiantes emulen y empleen.   Además, los profesores necesitan enseñar directamente a los alumnos como construir y preguntar cuestiones profundas.   Más allá de eso, los alumnos necesitan practicar para mejorar sus hablidades interrogatorias.  
Cuestionamiento socráctico ilumina la importancia del hacer preguntas en el aprendizaje.   Esclarece la diferencia entre pensamiento sistemático y fragmentado.   Nos enseña a excavar bajo la superficie de nuestras ideas.   Nos enseña el valor de desarrollar el cuestionamiento de las mentes al cultivar el aprendizaje profundo.   Integrar las preguntas socráticas de la siguiente forma en la clase ayuda a desarrollar alumnos independientes y activos: [fuente poco fiable?    
Conducir a los estudiantes a clarificar su pensamiento.  
ej. Por qué dices eso?   Puedes explicarme más?  
Desafiando estudiantes sobre asunciones  
ej. Siempre es este el caso?   Por qué piensas que este supuesto se sostiene aquí?  
Evidencia como base para un argumento.  
ej. Por qué dices eso?   Hay razón para dudar de esta evidencia?  
Puntos de vista alternativos y perspectivas  
ej. Cuál es el contraargumento?   Alguien puede ver esto de otra forma?  
Implicancias y consecuencias  
ej. Pero si... sucedió, qué más podría resultar?   Cómo... afecta a...?   ?   
Pregunta la pregunta  
Por qué piensas que hice esa pregunta?   ¿por qué esa pregunta era importante?   Cuál de tus preguntas podría volverse más útil?   
El arte del cuestionamiento socrático está íntimamente conectado con el pensamiento crítico ya que el arte del cuestionamiento es importante para alcanzar la excelencia en el pensamiento.   Lo que la palabra "socrático" agrega al arte del cuestionamiento es sistematicidad, profundidad y un interés permanente en evaluar la verdad o plausibilidad de las cosas  
El pensamiento crítico y el cuestionamiento socrático buscan el significado y la verdad El pensamiento crítico provee las herramientas racionales para monitorear, evaluar, y quizás reconstruir o redirigir nuestro pensamiento y acción.   Esto es lo que el reformador educativo John Dewey describió como "Investigación reflexiva" en el que el pensador se vuelve un tema en la mente, dándole una consideración seria y consecutiva.   El cuestionamiento socrático es un foco explícito sobre la formulación de preguntas autodirigidas, disciplinadas para lograr ese objetivo.

## Psicología
El cuestionamiento socrático también ha sido usado en terapia, más notablemente como una técnica de reestructuración en Terapia racional emotiva conductual, terapia cognitiva, logoterapia y en la psicoterapia clásica adleriana. El propósito aquí es ayudar a descubrir los supuestos y la evidencia que respaldan el pensamiento de la gente con respecto a los problemas.   Un conjunto de preguntas socráticas en terapia cognitiva trata los pensamientos automáticos que angustian al paciente.  
Revelando el tema: ¿qué evidencia apoya esta idea?   ¿qué evidencia contradice a que sea verdad?  
Concibiendo alternativas razonables: ¿cuál podría ser una explicación alternativa u otro punto de vista de la situación?   ¿Por qué más podría haber sucedido?   
Examinando varias consecuencias potenciales: ¿cuál sería el peor y el mejor resultado, un resultado aceptable y el más probable?.   
Evaluar esas consecuencias: ¿Cuál es el efecto de pensar o creer esto?   ¿Cuál sería el efecto de pensar de forma diferente y no seguir sosteniendo esta creencia?  
Distanciamiento: Imaginar a un amigo o un miembro de la familia en la misma situación, o si ellos verían la situación de esta forma, ¿qué podría decirles a ellos?   
El uso cuidadoso del cuestionamiento socrático permite al terapeuta desafiar las manifestaciones recurrentes o aisladas de pensamiento ilógico mientras sostiene una posición abierta que respeta la lógica interna; aún de la mayoría de los pensamientos aparentemente ilógicos.